# ブリジット・クラーク
ブリジット・クラーク（Bridget Clark、2003年1月16日 - ）は、オーストラリアの女子ラグビー選手。

## プロフィール
- オーストラリア・ハーストヴィル出身[1]。
- ポジションはウィング(WTB)、センター(CTB)。
- 身長は173センチメートル、体重は79キログラム。

## 略歴
2024年、パリ五輪の7人制女子オーストラリア代表に選ばれた。